# Корита (Билећа)
Корита су насељено мјесто у општини Билећа, Република Српска, БиХ. Према попису становништва из 1991. у насељу је живјело 211 становника. На попису становништва 2013. године, према подацима Агенције за статистику Босне и Херцеговине пописано је 104 становника.

## Географија
У Коритима се налази Корићка јама.

## Историја
Овде се налази Манастир Корита.

## Становништво
| Националност       | 1991. | 1981. | 1971. | 1961. |
| Срби               | 211   | 267   | 369   | 414   |
| Југословени        |       | 2     |       |       |
| Црногорци          |       | 1     | 3     | 10    |
| Хрвати             |       |       |       | 3     |
| остали и непознато |       | 1     |       |       |
| Укупно             | 211   | 271   | 372   | 427   |

| Демографија | Демографија | Демографија |
| Година      | Становника  | Становника  |
| ----------- | ----------- | ----------- |
| 1961.       | 427         |             |
| 1971.       | 372         |             |
| 1981.       | 271         |             |
| 1991.       | 211         |             |